# イサベラ・マドリガル
イサベラ・マドリガル(西:  Isabela Madrigal)（英: Isabela Madrigal）は、ウォルト・ディズニー・アニメーション・スタジオの60作目に当たる作品『ミラベルと魔法だらけの家』に登場する架空の人物である。

## 製作

### 構想
マドリガル家の人々とギフトは、家族の原型をもとに製作されており、イサベラは家族から期待され気に入られる子どもを象徴している。イサベラの原型を作った後、監督は「非常に親近感のある家族の力動を取り入れ、さらに魔法的で大きく美しい、見事なビジュアルを作り出した」のだ。イサベラのギフトは、コンサルタントのアレハンドラ・エスピノサが「コロンビア人は自然を大きな誇りとしているから、自然を大きな要素として取り入れてほしい」と要望したことに端を発している。アントニオのギフトである「動物と話をする魔法」は、この要望から生まれたものだが、ストーリーアーティストのサマンサ・ヴィルフォートは、コロンビアで植物が人気であることから、イサベラに「花を咲かせる魔法」を与えることを選択した。彼女のギフトの初期コンセプトは、「植物に生命を吹き込む魔法」だった。イサベラはマドリガル家の初孫であったため、完璧であることが要求された。監督によれば、ミラベルとの対立は、ミラベルをより完全な人物として描くための絶好の機会であったという。ハワードは、2人は愛し合ってはいるが、お互いを理解していないため、大きな緊張感が生まれ、やがてそれが2人の心を大いに解き放つことになるのだと語った。別のバージョンの脚本では、イザベラの「まったく違う」恋愛ストーリーが描かれていた。

### 声優

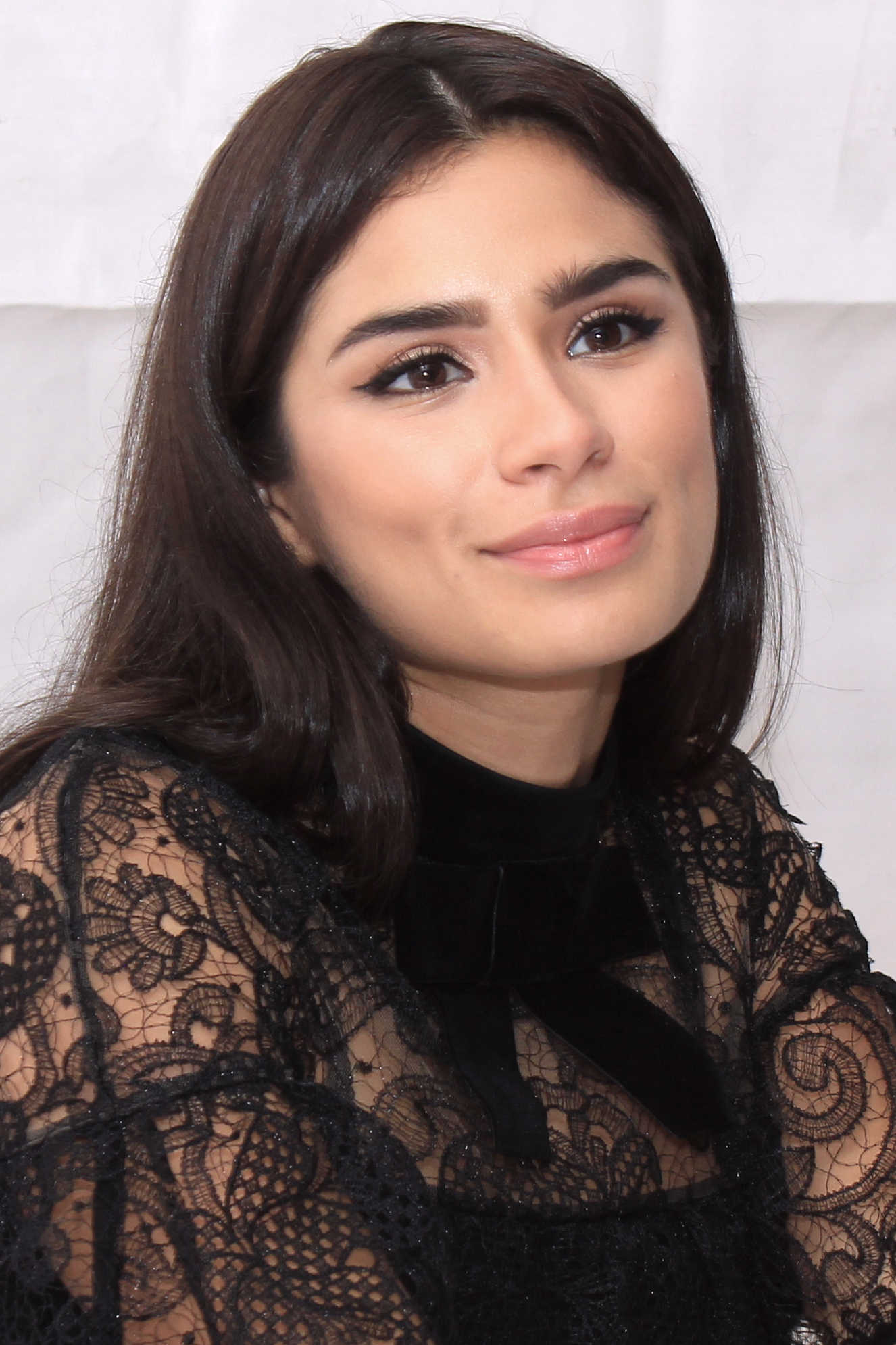
コロンビア系アメリカ人の女優ダイアン・ゲレロがイサベラの声を担当している。

ハワード監督によれば、イサベラは声を当てるのが難しい役だという。愉快で、魅力的で、理想的なマドリガル家の一員でありながら、ミラベルにとっては家族内における大敵でなければならないためである。

### デザイン
イサベラの外見は家族に期待される子どもらしいものだが、それに反してディズニーは「このかすかに内に秘めた」不安を同時に組み込んだ。イサベラの所作は常に「完璧」であり、ミラベルの動きとは対照的である。映画のアニメーション部門責任者であるレナート・ドス・アンジョスは、イサベラは「常に舞台の上にいる」ことを意識し、たとえ彼女が主役でなくても、どの角度から見ても優雅に見えるようにと常に考えていたと述べている。イサベラのキャラクターデザインは、彼女のモーションに対応しており、花の能力を示している。コロンビアの、特にメデジンの花祭りも、イサベラの衣装と空間のインスピレーションの源となった。彼女のドレスには、ダリア、アジサイ、ヒナギクなど、贈り物を意味する数種類のコロンビアの花が描かれている。コロンビアの国花である蘭は、イサベラの髪や襟元の刺繍に描かれている。「本当のわたし」を歌った後、イサベラのドレスが変化する。デザインは何種類か検討されたが、最終的には曲中に出てくる花々を大胆に描いたものになった。イサベラはアルマによく似ており、顔もほぼ同じである。スクリーン・ラントは、この身体的類似性がアルマのトラウマを誘発し、イサベラに完璧であるようプレッシャーをかけたのではないかと推測している。

## 出演

### 映画
イサベラ・マドリガルはルイーサとミラベルの長姉で、「花を咲かせる魔法」を持っている。そのため、アブエラ・アルマをはじめ、家族は彼女を完璧な存在として見ていることが多い。ミラベルは、イサベラの偉そうな態度にしばしば腹を立てている。イサベラは、アルマが理想とする隣人のマリアーノ・グスマンと婚約する予定だ。しかしその夜、ミラベルは、「未来を見る魔法」を持つブルーノの失われた予言を偶然にも明らかにしてしまい、プロポーズを台無しにしてしまう。誰もが、ミラベルが家族の奇跡を破壊することを意味していると考えていた。イサベラはこれに怒り、ミラベルを責める。ミラベルはブルーノの新たな予言により、一家の奇跡を救うためには前者を抱きしめる必要があると考える。ミラベルはイサベラにハグを求めるが、イサベラは拒否する。しかし、イサベラは彼女を無理やり帰そうとするため、ミラベルはイサベラの身勝手さと権利主義に文句を言う。そのためイサベラは、常に完璧を求められること、ミラベルがそれに合わせようとすると妨害されること、自分は決してマリアーノを望んでおらず、家族を支えるためにそうしているだけだと不満を口にする。悔しさをぶつけていると、サボテンが現れる。この思いがけない植物に促されて、イサベラは他に何を育てられるか考え、人々が自分に完璧を求めないことを願うようになった。ようやく姉を理解したミラベルは、イサベラがより不完全になることを助け、2人はより欠点があっても美しい植物を育てていく。しかし、それを見たアルマは、家族を傷つけたとミラベルを非難する。そしてミラベルは、イサベラがどんなに努力しても、祖母のような完璧な存在にはなれないことを悟る。アルマとミラベルが言い争ううちに、カシータと呼ばれる家は壊れ、一家はギフトを失ってしまう。しかし、ミラベルとアルマが和解したことで、一家と町の人々はカシータを再建する。マドリガルはドアノブを作って家を完成させる。ドアに入れると、ギフトが復活する。イサベラは、完璧を求める期待に負けることなく、欠点のある植物を育て続けている。

### 商品
2021年12月、ディズニーは彼女の部屋を描いたレゴセット「イサベラの魔法の扉」を発売した。ファンコ・ポップは、イサベラなどマドリガル家のメンバーの4インチ、ビニール製フィギュアのセットを2022年1月に発売した。イサベラは、「エンカント・デラックス・ドールセット」として11インチが発売され、「イサベラのガーデンルーム・プレイセット」や「ミ・ファミリア 1.5インチ・フィギュリンセット」にも含まれている。「ディズニー イサベラ コアファッションドレス」も発売された。

## 評価
ABS-CBNは、イサベラの「色とりどりの花を並べたパワーは…視覚的なスペクタクルになる」と評している。IGNはゲレロの演技を賞賛しており、「ルイーサ役のジェシカ・ダロウとイサベラ役のゲレロは、ソロ曲で特に輝く瞬間があり、画面を明るくするだけでなく、これらのキャラクターが持つ隠れた複雑さを巧みに表現している」と語っている。スクリーン・ラントとコミック・ブック・リソーシズは、映画で最も好感の持てるキャラクターとして、イサベラを7位にランクインさせた。セラピストは、イサベラを「失敗できないと思っている完璧主義者」と関連付けている。彼女のメッセージは、完璧主義についてであり、多くの移民の子供たちにとって親しみやすいと考えられている。サイコロジー・トゥデイは「イサベラの癒しは、本物であること、自発性、そして喜びの間のつながりを実証している」と言っている。